# Spirit Racing
Spirit Racing var ett brittiskt formel 1-stall som tävlade i mitten av 1980-talet.

## Historik
Spirit Racing startade 1982 i formel 2 med relativt konkurrenskraftiga bilar. Förarna Thierry Boutsen och Stefan "Lill-Lövis" Johansson kom på tredje och respektive åttonde plats i det europeiska formel 2-mästerskapet den säsongen. 
Framgångarna gjorde han man tog klivet upp till formel 1 med en Spirit utrustad med en Honda-motor säsongen 1983. Man debuterade i Storbritannien 1983 med Stefan "Lill-Lövis" Johansson som förare, som dock fick bryta loppet på grund av fel på bränslepumpen. Johansson körde sedan ytterligare fem lopp och nådde som bäst en sjundeplats i Nederländerna 1983. 
Inför säsongen 1984 byggde man en ny bil, Spirit 101, som fick en Hart 1.5 L4T turbomotor. Anledningen till motorleverantörsbytet var att Honda skrivit avtal med Williams. Bilen testades av brasilianen Emerson Fittipaldi men stallets svaga ekonomi tillät inte honom att tävla, utan förare blev istället italienaren Mauro Baldi. Han kom på åttonde plats i tre lopp men ersattes av nederländaren Huub Rothengatter eftersom denna hade mer pengar. Mauro Baldi kom dock tillbaka och körde de två sista racen den säsongen. Han körde sedan tre lopp 1985 varefter pengarna tog slut och stallet fick läggas ned.
Stallet återkom 1988 i formel 3000 under namnet Spirit Motorsport, men även det lades senare ned.

## F1-säsonger
| Säsong | Tävlingsnamn           | Bil         | Motor                    | Däck | Poäng | VM-plac. | Förare                        |
| ------ | ---------------------- | ----------- | ------------------------ | ---- | ----- | -------- | ----------------------------- |
| 1983   | Spirit Racing          | Spirit 201C | Honda 1.5 V6T            | G    | 0     | 14:e     | Stefan Johansson              |
| 1984   | Spirit Racing          | Spirit 101  | Hart 1.5 L4T             | P    | 0     | 13:e     | Mauro Baldi Huub Rothengatter |
| 1984   | Spirit Racing          | Spirit 101  | Ford Cosworth DFV 3.0 V8 | P    | 0     | 13:e     | Huub Rothengatter             |
| 1985   | Spirit Enterprises Ltd | Spirit 101D | Hart 1.5 L4T             | P    | 0     | 11:a     | Mauro Baldi                   |